# Microlicia obtusifolia
Microlicia obtusifolia är en tvåhjärtbladig växtart som beskrevs av Célestin Alfred Cogniaux och R.Romero. Microlicia obtusifolia ingår i släktet Microlicia och familjen Melastomataceae. Inga underarter finns listade i Catalogue of Life.